# Perdita pilonotata
Perdita pilonotata är en biart som beskrevs av Philip Hunter Timberlake 1980. Den ingår i släktet Perdita och familjen grävbin. Inga underarter finns listade i Catalogue of Life.  Den är känd för den påtagliga könsdimorfismen mellan hona och hane, där den senare har en påtaglig likhet med en bevingad myra. Arten förekommer i ökenområdet i södra Nordamerika.

## Beskrivning
På grund av den starka könsdimorfismen mellan hane och hona behandlas de två könen åtskilt.
Honan är ett litet bi, knappt 3 mm långt och med en framvingelängd av drygt 1,5 mm. Det breda huvudet och mellankroppen har en svart grundfärg med en svag metallglans i blått eller grönt. Munskölden (clypeus) är mörkbrun, överläppen (labrum) är bred och rektangulär, antennerna är bruna med ljusare undersida, benen är mörkbruna med gulbruna markeringar och vingarna har mörkbruna ribbor. Bakkroppen har gulbrun grundfärg: Tergiterna har ibland mörkare framkanter; tergit 1 har dessutom ett par bruna fläckar på sidorna. Kroppen har vit, tunn och mycket gles behåring utom i ansiktet, där den är tätare.
Även hanen är liten, mindre än honan, med en längd på omkring 2,5 mm och en framvingelängd på något mer än 1,5 mm. Kroppsformen är dessutom mycket extrem för ett bi, med en smal, nästan rörformad bakkropp och ett huvud med fyrkantig form och små ögon, något som ger hanen ett påtagligt myrliknande utseende.
Huvudet och mellankroppen har en ljus- till mörkbrun, ibland rent svart grundfärg som nästan till helt saknar honans metalliska lyster; munskölden kan dock ha ett metalliskt inslag. Nederdelen av ansiktet är gulbrunt. Överläppen är bred, rektangulär och gulbrun, käkarna gulbruna med bruna till rödaktiga spetsar samt vingarna med mörkbruna ribbor. Bakkroppen är enfärgat ljus- till mörkbrun. Behåringen är vit, tunn och mycket gles, även i ansiktet.

## Utbredning
En nordamerikansk art. Utbredningsområdet omfattar Chihuahuaöknen som sträcker sig från sydöstra Arizona, södra New Mexico och västra Texas i USA, till Chihuahua, Coahuila samt östligaste Durango, västligaste Nuevo León och nordvästligaste Zacatecas i Mexiko.

## Ekologi
Arten flyger till strävbladiga växter som Tiquilia canescens, Tiquilia gossypina, Tiquilia hispidissima och Tiquilia mexicana. Flygtiden varar från juni till september med ett uppehåll i juli.
Något bo har inte påträffats, men andra medlemmar av släktet bygger bo i sandig jord. En hypotes har framförts att hanen skulle tillbringa en stor del av sin tid i sitt bo, och att hans egendomliga kroppsform skulle vara en anpassning till ett sådant liv.